# Xã Hiram, Quận Portage, Ohio
Xã Hiram (tiếng Anh: Hiram Township) là một xã thuộc quận Portage, tiểu bang Ohio, Hoa Kỳ. Năm 2010, dân số của xã này là 2.411 người.